# Johnny Test (videogioco)
Johnny Test è un videogioco pubblicato il 29 marzo 2011 in Nord America per il Nintendo DS, basato sulla serie animata Johnny Test.
È il primo videogioco su Johnny Test a uscire su una console.